# Lettische Badmintonmeisterschaft 1988
Die Lettische Badmintonmeisterschaft 1988 fand in Riga statt. Es war die 25. Auflage der nationalen Titelkämpfe von Lettland im Badminton, zu dieser Zeit noch als Meisterschaft der Sowjetrepublik.

## Titelträger
| Disziplin    | Sieger                             |
| ------------ | ---------------------------------- |
| Herreneinzel | Vladimirs Uļjanovs                 |
| Dameneinzel  | Ginta Skrebele                     |
| Herrendoppel | Vladimirs Uļjanovs Jurijs Uļjanovs |
| Damendoppel  | Ginta Skrebele Svetlana Agarkova   |
| Mixed        | Vladimirs Uļjanovs Ginta Skrebele  |